# Nejlikväxter
Nejlikväxter (Caryophyllaceae) är en stor familj med blommande växter. Familjen innehåller 88 släkten med omkring 2 000 arter. De flesta är hemmahörande i jordens tempererade områden och medelhavsområdet har det största antalet arter. Några få kommer från tropiska områden men växer där i bergsområden. Många nejlikväxter odlas som prydnadsväxter, men det finns även arter som anses vara ogräs. I Sverige finns 23 släkten och ungefär 90 arter.
De flesta arterna i nejlikfamiljen är ett- eller fleråriga örter som vissnar ner varje år. Ett fåtal arter är busklika med en vedartad rhizom. Nästan inga arter är suckulenta. Bladen är nästan alltid motsatta och hela och är med eller utan stipler. Blommorna är oftast tvåkönade och har oftast fem kronblad och fem foderblad, men ibland bara fyra kronblad. De är vanligen rosa, rödrosa, röda eller vita.
Familjen kan delas in i tre underfamiljer:
- Alsinoideae - inga stipler, kronbladen är inte sammanväxta
- Silenoideae - inga stipler, kronbladen är sammanväxta
- Paronychioideae - med stipler, kronbladen kan vara sammanväxta eller inte